# بيار نيني
بيار نيني (بالفرنسية: Pierre Niney)‏
```
ولد يوم 13 
مارس
 
1989
 في بولوني بيلانكور، هو ممثل 
فرنسي
. شارك في الكوميديا الفرنسي- من16 كتوبر 2010 إلى 15 
يناير
 
2015
. وهو أصغر ممثل، حصل على جائزة سيزر لأفضل ممثل.
[
2
]
```

## أفلامه
- الرومانسيون المجهولين
- أحب مشاهدة الفتيات
- عشرين عاما من الفارق

## روابط خارجية
- بيار نيني على موقع IMDb (الإنجليزية)
- بيار نيني على موقع قاعدة بيانات الأفلام العربية
- بيار نيني على موقع ألو سيني (الفرنسية)
- بيار نيني على موقع ميوزك برينز (الإنجليزية)
- بيار نيني على موقع أول موفي (الإنجليزية)
- بيار نيني على موقع قاعدة بيانات الأفلام السويدية (السويدية)
- بيار نيني على موقع قاعدة بيانات الفيلم (الإنجليزية)
- بيار نيني على موقع كينوبويسك (الروسية)